# Krankenhaus Angermünde

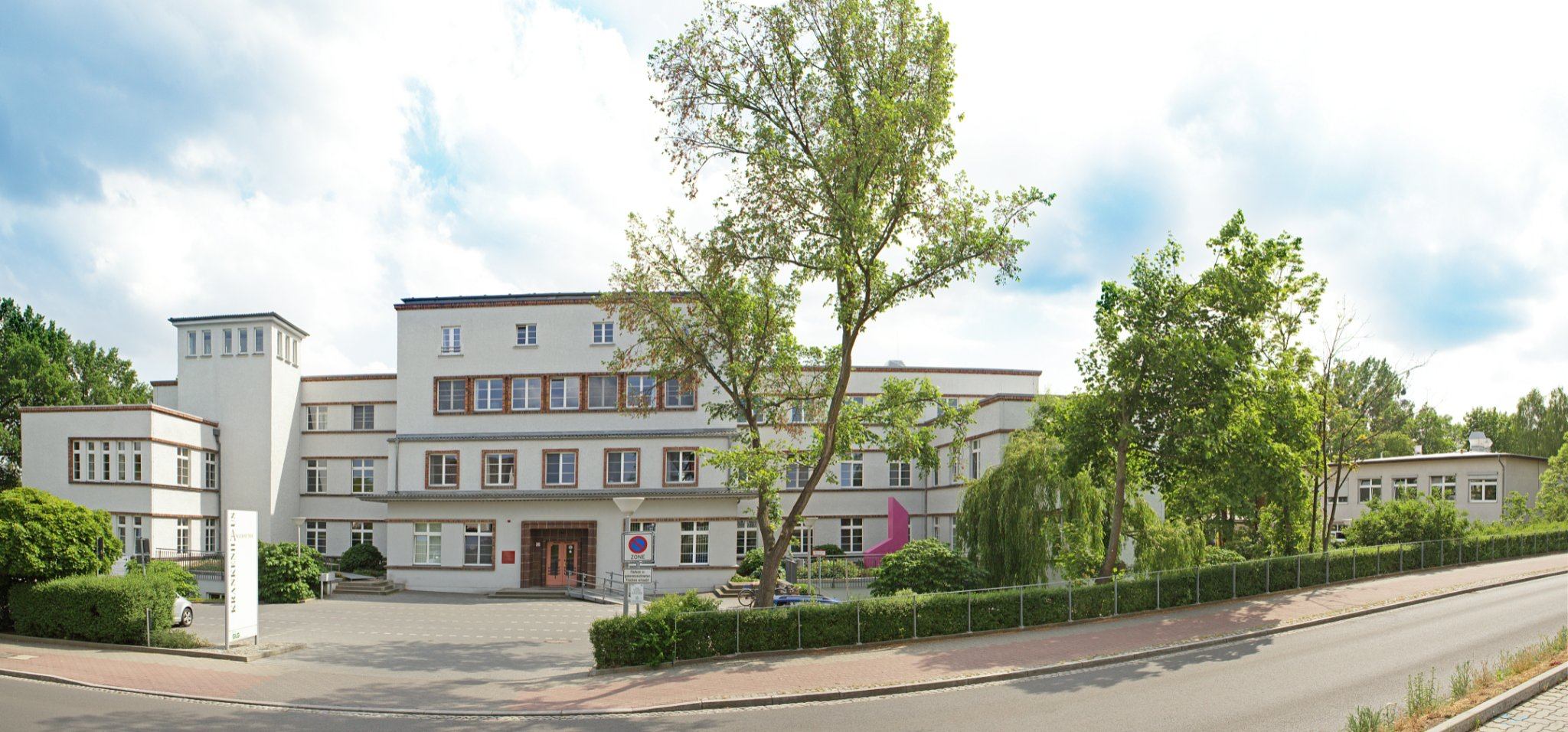
Außenansicht Krankenhaus Angermünde

Das GLG Krankenhaus Angermünde ist ein Fachkrankenhaus für Innere Medizin und Psychiatrie, Psychotherapie und Suchtmedizin im Brandenburger Landkreis Uckermark. Die Klinik wurde in den Jahren 1894 bis 1896 errichtet und im April 1896 in Betrieb genommen. Seit 2005 gehört das Kreiskrankenhaus zum Verbund der GLG Gesellschaft für Leben und Gesundheit. Es ist Lehrkrankenhaus der Medizinischen Universität Stettin.
Das Krankenhaus Angermünde verfügt über 120 vollstationäre Betten und 59 Tagesklinikplätze. Im Jahr 2022 wurden 3545 Fälle stationär und 8194 Fälle ambulant behandelt. Im Haus arbeiten 230 Beschäftigte.

## Geschichte des Hauses
(Quelle: )

### Anfangszeit
1894 wurde in der Rudolf-Breitscheid-Straße, früher Altkünkendorfer Straße, der Grundstock des heutigen Krankenhauses Angermünde gelegt. Es wurde für 40 Betten eingerichtet und am 27. April 1896 eingeweiht. 1925 erfolgte die Inbetriebnahme der früheren kleinen Kinderheilstätte „Waldfried“ und einer Liegehalle, in der sich die Patienten nach Operationen erholten und eine Nachbehandlung von Patienten mit Erkrankungen der oberen Luftwege mit Frischluftheilkuren erfolgte. 1925 erhielt der Berliner Architekt Max Werner den Auftrag, das Krankenhaus baulich umzugestalten und auf eine Kapazität von 128 Betten zu erweitern. Das alte Krankenhaus, dessen Grundmauern noch verstärkt werden mussten, wurde fast vollständig für einen Neubau abgerissen. 1941 wurde der Bau einer Prosektur begonnen. Während des Zweiten Weltkrieges war das Krankenhaus zum Teil ein Lazarett.

### Nachkriegszeit bis zur Wende
Die ersten Jahre nach dem Weltkrieg waren geprägt von Seuchen, welche Krankenhausaufnahmen in hohen Zahlen notwendig machten. Die 128 Betten reichten nicht aus und es wurden Notstationen in der Oberschule und im früheren Schwesternhaus „Haus Grete“ errichtet. Das verbliebenen Personal hatte unter den schwierigsten und primitivsten Umständen zu arbeiten. In den Einrichtungen fehlten fast vollständig Wasser sowie Pflegematerial und Medikamente. Durch den Nahrungsmittelmangel und durch die nervliche und körperliche Belastung wurden die sehr geschwächten Schwestern infiziert und starben mitunter an Seuchen. Mit dem des Wiederaufbaus des Krankenhauses wurden auch Inventar, Pflegematerial und Medikamente  beschafft und die Ärzte nahmen ihre Arbeit wieder auf. Da die Zahl der Krankenstand weiter hoch war, wurden Tagesräume und Schwesternzimmer zu Krankenzimmern umgestaltet, so dass eine Höchstkapazität von 384 Betten erreicht wurde. 1955 wurde eine leistungsfähige Großsterilisationsanlage installiert und die Geräte und Instrumente der Röntgenabteilung, des Labors, der Sektionsabteilung und der Diagnostischen und Therapeutischen Abteilung dem Niveau der neuzeitlichen Krankenhäuser angeglichen. 1961 eröffnete eine Kinderabteilung mit 43 Betten. 1971 wurde eine Wachstation geschaffen, ehe ab 1973 das gesamte Haus rekonstruiert wurde, in dessen Zuge bestehenden Krankensälen wurden kleinere Patientenzimmer mit zwei bis fünf Betten mit jeweils einem Warm- und Kaltwasseranschluss geschaffen. 1978 eröffnete die Herzstation. 1986 wurde die 12-jährige Bauphase mit der Rekonstruktion des Mitteltraktes abgeschlossen. Zur Wende verfügte das Krankenhaus Angermünde über 216 Betten. 1990 bis 1991 erfolgte der Abriss des alten Wäschereigebäudes, die Sprengung des ungenutzten Schornsteines im Innenhof sowie die Befestigung des gesamten Innenhofs und die Neugestaltung der Außenanlage. 1991 wurde die landeseigene Krankenhausbetreibergesellschaft Medizinisch-Soziales Zentrum (MSZ) Angermünde gGmbH gegründet.

### Auf- und Ausbau des Fachkrankenhauses für Psychiatrie
1992 wurde der Krankenhausstandort durch die Entscheidung, eine Abteilungspsychiatrie an einem Allgemeinkrankenhaus zur Vollversorgung, im Rahmen des Landesplanes „Aufbruch Psychiatrie“, im Landkreis Uckermark in Angermünde zu gründen, erhalten. 1992 eröffnete die Psychiatrische Abteilung mit zunächst 16 Betten. 1993  kam eine zweite Station hinzu und wurde eine  mit der klinischen Behandlung Suchtkranker vernetzte ambulante Suchtberatung eingerichtet. 1995 wurde die Außenstelle der Psychiatrischen Fachabteilung des Krankenhaus Angermünde, die Psychiatrische Tagesklinik, in Schwedt eröffnet und das Krankenhaus erhielt eine neugebaute Küche. Im Beisein von Brandenburgs Sozialministerin Regine Hildebrandt wurde am 7. Mai 1998 der Grundstein für ein neues Bettenhaus der Psychiatrie gelegt. Die Baukosten betrugen 19 Millionen Mark, finanziert aus Mitteln des Landes und des Landkreises Uckermark. 1999 wurde in Criewen eine Wohnstätte für chronisch mehrfach geschädigte Alkoholkranke eingeweiht. 2000 eröffnete der Neubau der Psychiatrischen Klinik. Die stationäre Kapazität der Klinik erhöhte sich von 55 auf 72 Betten. Neben zwei allgemeinpsychiatrischen Stationen gibt es seitdem eine Station für Abhängigkeitskranke und eine Station für Psychotherapie. Die Klinik kann damit den Psychiatrischen Vollversorgungsauftrag für den Landkreis Uckermark übernehmen.

### Ausbau der Abteilung für Innere Medizin
Im Frühjahr 2002 begann eine umfassende Sanierung des denkmalgeschützten Altbaus im Bauhausstil, bei vollem Betrieb des Krankenhauses. 8,2 Millionen Euro stellten das Land Brandenburg und der Landkreis dafür zur Verfügung. Chefarzt Dr. med. Christoph Arntzen übernahm die Leitung der Klinik für Innere Medizin und legte den Schwerpunkt der Klinik auf die Behandlung von Lungenkrankheiten. 2003 wurde eine Endoskopieabteilung, ein Schlaflabor und eine neue Intensivstation eingerichtet und die Klinik für Innere Medizin auf jetzt 3 Stationen mit 45 Betten erweitert. 2004 wurde das Kreiskrankenhaus Prenzlau in die Gesellschaft integriert und der Name in MSZ Uckermark gGmbH geändert. Die MSZ Uckermark gGmbH fusionierte 2005 mit der ESGH Eberswalder Sozial- und Gesundheitsholding. Der neue Verbund trägt den Namen GLG Gesellschaft für Leben und Gesundheit mbH. Gesellschafter dieses Konsortiums sind der Landkreis Barnim (71,1 Prozent), der Landkreis Uckermark (25,1 Prozent) sowie die Stadt Eberswalde (3,8 Prozent).  Der denkmalgerechte Umbau des Altbaus im Krankenhaus Angermünde ist nach vier Jahren Umbauzeit im Jahr 2006 beendet. 22011 bezog die Ambulanz der Klinik für Innere Medizin neu gestalte Räumlichkeiten im Kellergeschoss des Krankenhauses. Am 15. Juni 2011 feierte das Krankenhaus Angermünde in Form eines Tages der offenen Tür den 115. Geburtstag. Zur Festveranstaltung konnten neben den Gesellschaftern, Geschäftsführern des Unternehmensverbundes der GLG mbH und des Bürgermeisters Angermünde, Herrn Wolfgang Krakow auch Frau Anita Tack, Ministerin für Umwelt, Gesundheit und Verbraucherschutz begrüßt werden.

## Kliniken
(Quelle: )
- Klinik für Innere Medizin
- Klinik für Psychiatrie, Psychotherapie und Suchtmedizin
- Notfallzentrum
- Interdisziplinäre Abteilungen
  - Ergotherapie
  - Physiotherapie
  - Sozialarbeit in der Psychiatrie und Psychosomatik
  - Sozialarbeit in der Inneren Medizin

## Notfall- und Intensivmedizin
Die Notaufnahme des Krankenhauses ist an der notfallmedizinischen Versorgung des Landkreises beteiligt. Das Spektrum der medizinischen Tätigkeit in der Notaufnahme reicht von einfachen ärztlichen Behandlungen bis zu Akutdiagnostik und Versorgung lebensbedrohlicher Krankheitsbilder. Dazu stehen sechs Behandlungsplätze mit Monitorüberwachung zur Verfügung, die mit entsprechend umfangreicher und moderner Technik ausgestattet sind. Bei schweren Lungenentzündungen oder chronischen Atemwegserkrankungen kann die Atmung hier maschinell mittels Gesichtsmaske oder einem Tubus in der Luftröhre unterstützt werden. Patienten mit bakterieller Blutvergiftung (Sepsis) können mittels Katheter-Systemen (zentraler Venenkatheter, Pulmonalarterienkatheter, PiCCO-System) kreislaufüberwacht werden und mit Medikamenten oder Infusionslösungen behandelt werden. Bei Herzinfarkt, Schlaganfall und Lungenembolie können Blutgerinnsel aufgelöst werden. Herzrhythmusstörungen können medikamentös und elektrisch behandelt werden. Blutungen aus dem Magen-Darm-Bereich werden im 24-h-Notfalldienst endoskopisch gestillt. Ebenso können Fremdkörper aus Speiseröhre und Bronchien entfernt werden. Beim Schlaganfall und anderen Notfällen werden ebenfalls rund um die Uhr computertomographische Untersuchungen durchgeführt. Das Personal besteht aus intensivmedizinisch qualifizierten Ärzten und Krankenschwestern/-pflegern. Eine enge Zusammenarbeit besteht zudem mit der DRF Luftrettung, dem Luftrettungsdienst per Rettungshubschrauber (RTH).

## Weitere medizinische Angebote
Seit 1993 befindet sich die Beratungsstelle für Abhängigkeitskranke in Angermünde im Krankenhaus und berät Betroffene von Suchterkrankungen als auch deren Angehörige und Freunde.
Die Krebsberatungsstelle Uckermark ist ein kostenfreies Angebot und wird finanziert öffentliche Förderung des Landkreises Uckermark sowie aus Eigenmitteln.

## Sonstiges
Das Krankenhaus Angermünde ist Mitbegründer und Koordinator des Netzwerk für Lungenerkrankungen Nordost-Brandenburg.
In der Außenanlage der Klinik können Patienten einen Barfußpfad, einen Mitmach-Garten sowie eine kleine Sportanlage mit Boule- und Volleyballfeld nutzen. Das Haus verfügt über eine eigene Küche.
Träger des Krankenhauses Angermünde ist die GLG Medizinisch-Soziales Zentrum Uckermark gGmbH. Die Beschäftigten im Krankenhaus werden durch den Betriebsrat des Klinik-Trägers vertreten.
Das Krankenhaus ist Partner der Regionalmarke Uckermark.
Als Teil des GLG-Verbunds beteiligt sich das Krankenhaus seit 2017 am Krankenhausspiegel Brandenburg, einem Zusammenschluss von 36 Krankenhäuser an 44 Standorten zur Veröffentlichung von Qualitätsdaten. Das Haus ist auch Mitglied im trägerübergreifenden Clinotel-Verbund.